# Manuel de Oliveira Mendes
Manuel de Oliveira Mendes, 2.º barão e 1.º e único visconde de Itapicuru de Cima (? — 30 de dezembro de 1867), foi um nobre brasileiro.
Filho do 1° barão de Itapicuru de Cima, Luís Manuel de Oliveira Mendes.
Foi agraciado 2º barão de Itapicuru de Cima, em 12 de outubro de 1830, depois agraciado visconde, em 12 de outubro de 1858, também era comendador da Imperial Ordem de Cristo.